# Solanum granuloso-leprosum
Solanum granuloso-leprosum, llamado popularmente fumo bravo, es una especie del género Solanum endémica de Argentina y Brasil.

## Descripción
Es un pequeño árbol que alcanza 15 m de altura. Sus hojas, simples y de tamaño intermedio, tienen un característico color gris. Sus flores son violetas, en inflorescencias terminales, florece en primavera-verano. Los frutos son bayas globosas anaranjadas cubiertas de pelos.
Las semillas son chatas y reniformes, es decir con forma de riñón. 

## Distribución y hábitat
Es un árbol heliófilo que crece en abundancia en las zonas de desmonte, con lo cual se lo conoce como una especie pionera de la Selva misionera.

## Ecología
La corteza de esta especie atrae a los tapires; donde cohabítan ambas especies es común ver los troncos con heridas. Diferentes especies de aves consumen sus frutos: Thraupis bonariensis, Thraupis sayaca, Turdus rufiventris, Turdus subalaris, Turdus leucomelas, Turdus albico y Turdus amaurochalinus,  Habia rubica, Ramphocelus carbo y Dacnis cayana, entre otros.
De sus hojas se alimenta la oruga de la mariposa “Fueguera” (Mechantis lisymnia lysimnia)

## Usos
Se utiliza como ornamental.
Sus hojas son preparadas tradicionalmente en infusión como tratamiento para la tos y se ha reportado su uso en ciertas zonas de Paraguay como tratamiento para la diabetes.

## Galería

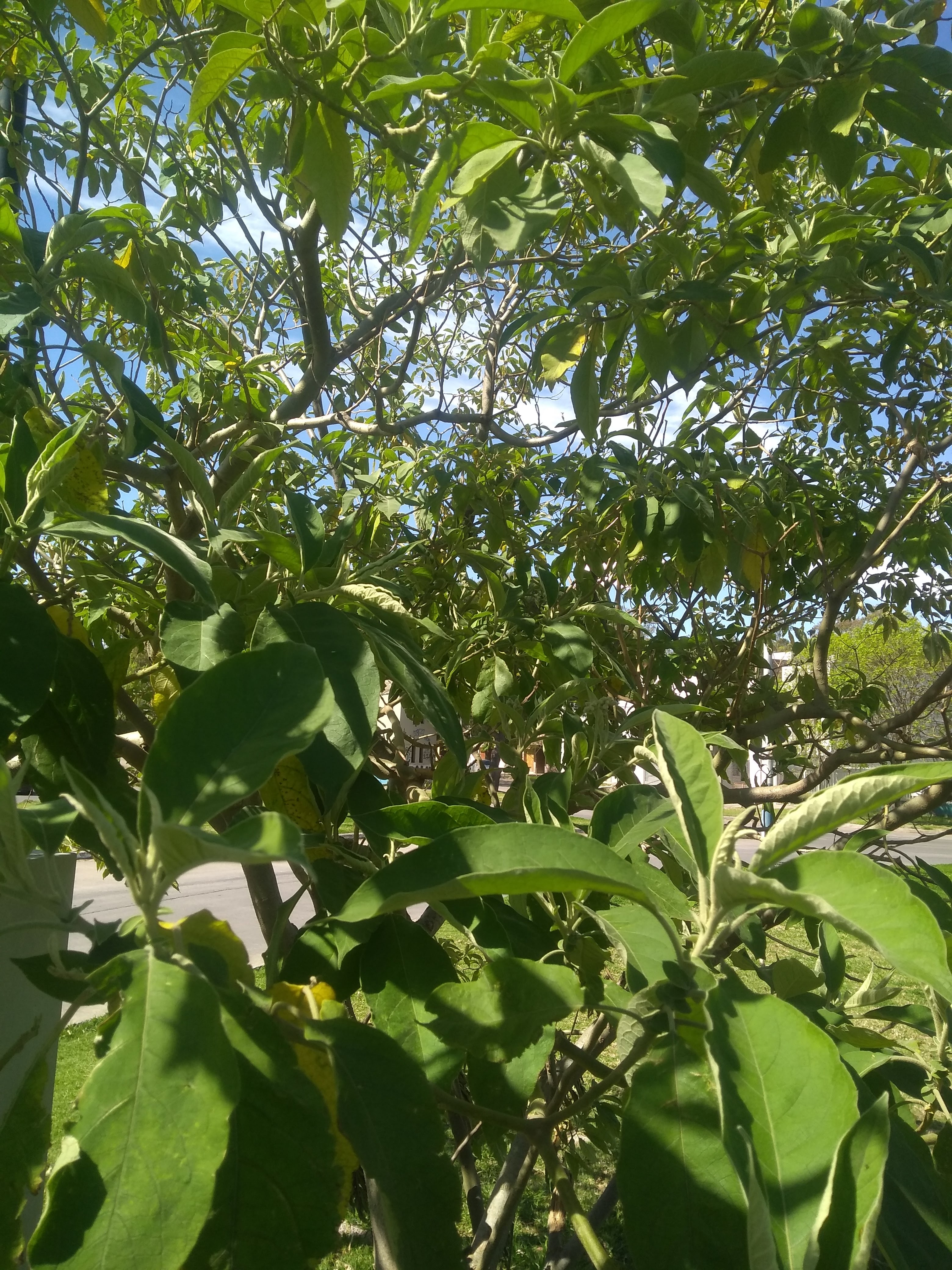
Ejemplar de Fumo bravo en la provincia de Buenos Aires
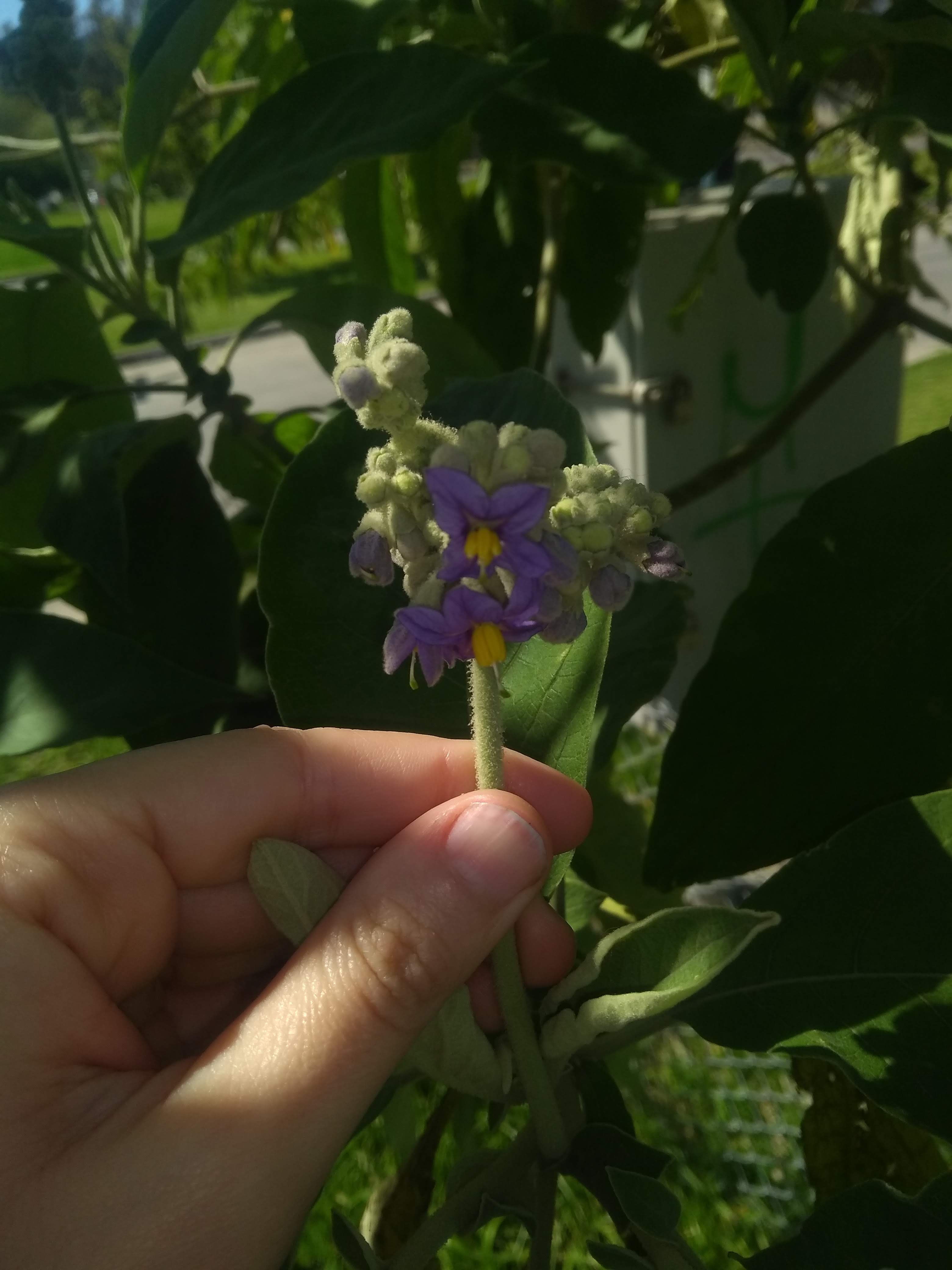
Flor de Fumo Bravo. La Plata, Argentina.